# Регентский совет (Иран)
Регентский совет (перс. شورای سلطنت‎, romanized: Šūrā-ye Salṭanat) – монархического Ирана представлял собой орган из девяти членов, сформированный 13 января 1979 года Мохаммедом Реза Пехлеви. После того, как шах покинул Иран, на Совет возлагалась функция выполнения обязанностей монарха в и служил символом его продолжающегося притязания на власть.
Совет был практически распущен в считанные дни, когда его глава Джалаледдин Техрани подал в отставку 22 января 1979 г., чтобы встретиться с аятоллой Хомейни.

## Регентский совет (1953 г.)
28 февраля 1953 года было сообщено, что на встрече с премьер-министром Мохаммедом Мосаддыком шах согласился, что во время его отсутствия в Иране был учрежден регентский совет в составе Мосаддыка, Голям-Реза Пехлеви (брат шаха) и Хоссейна Ала (министр королевского двора), который должен был функционировать в качестве совета регентства.

## Регентский совет (1979 г.)
К 1978 году Иран был охвачен массовыми беспорядками и существовала серьезная опасность свержения Мохаммеда Реза Пехлеви в результате массового восстания, возглавляемого аятоллой Хомейни. Из-за этой угрозы шах предложил Голям Хоссейн Садиги занять должность премьер-министра, чтобы сплотить умеренных сторонников правительства и нейтрализовать религиозную оппозицию. Однако план провалился из-за того, что Садиги настаивал на том, чтобы шах оставался в стране и чтобы все исполнительные полномочия были переданы кабинету премьер-министра, — две вещи, которые шах отказался удовлетворить. Из-за этого Садиги отказался формировать правительство, а вместо этого шах назначил доктора Шапура Бахтияра (одного из лидеров Национального фронта) премьер-министром.
7 декабря 1978 года, когда шах впервые принял Садиги в присутствии Али Амини и Абдуллы Энтезама, шах сообщил им о своём решении "создать Совет регентства и на время уехать за границу.
2 января 1979 года Шапур Бахтияр, назначенный шахом новым премьер министров вместо ушедшего в отставку кабинета Голяма Реза Азхари, на пресс-конференции говорил о снятии запретов на деятельность политических партий. Он призвал к прекращению забастовок и демонстраций, обещал реформы. В тот же день в телевизионном интервью Бахтияр сообщил, что шах отправится «на отдых» за границу и на время его отсутствия будет функционировать «регентский совет». 3 января шах перед журналистами сообщил о своём намерении выехать из страны на зимние каникулы. Шах безвольно соглашается на передачу власти «регентскому совету» из девяти человек во главе с Бахтияром (затем его заменил Дж. Техрани) и даёт согласие уехать «на время» из страны (первым об этом сообщил 11 января на пресс-конференции государственный секретарь США Сайрус Вэнс).
Новый начальник Генштаба армии генерал Аббас Карабаги заявил, что военные поддержат законное правительство и что военного переворота не будет. Заявление было сделано в ответ на сказанное 13 января аятоллой Хомейни о том, что после отъезда из страны военные намереваются взять власть в свои руки. В тот день Хомейни заявил, что армия сохранит свою структуру и после ухода шаха. Тактика Хомейни была направлена на раскол офицерского корпуса и завоевание поддержки среди солдат.
14 января был сформирован Регентский совет.
16 января, в день отъезда шаха, Регентский совет был готов приступить к выполнению своих функций.
22 января глава Регентского совета Дж. Техрани отправился с визитом во Францию, где встретился с Хомейни. После переговоров Техрани заявил, что уходит в отставку, повторив позицию аятоллы касательно «незаконности» данного органа. В тот же день, Абдулла Энтезам сказал, что он и ещё один лидер «Движения за свободу Ирана» должны были встретиться с Бахтияром во второй половине дня, с целью подтолкнуть «Движение за свободу Ирана» к «компромиссу», в соответствии с которым Регентский совет должен был уступить правящие полномочия Хомейни. Примечательно, что до 22 января Энтезам предложил пойти оппозиции на компромисс, согласно которому их представители должны были объединиться с Советом регентства шаха в коалиционное правительство, приемлемое для администрации Картера.
С победой исламской революции все институты монархии были упразднены.

## Члены Регентского совета (1979 г.)
- Джалаледдин Техрани – глава Совета (бывший сенатор)
- Мохаммад Али Варастех – заместитель главы Совета (бывший министр финансов)
- Шапур Бахтияр – премьер-министр
- Мохаммад Саджади – председатель Сената
- Джавад Сайед – спикер парламента
- Генерал Аббас Карабаги – начальник Генштаба имперской иранской армии
- Алиголи Ардалан – министр королевского двора
- Абдулла Энтезам – бывший председатель «Национальной иранской нефтяной компании»
- Абдолхоссейн Али Абади – бывший генеральный прокурор[17].